# Park Chan-suk
Park Chan-suk (박찬숙?; Seul, 3 giugno 1959) è un'ex cestista sudcoreana.

## Carriera
Con la Corea del Sud ha disputato due Olimpiadi (1984, 1988) e due Campionati del mondo (1979, 1983).